# Середньотимське сільське поселення
Середньоти́мське сільське поселення (рос. Среднетымское сельское поселение) — сільське поселення у складі Каргасоцького району Томської області Росії.
Адміністративний центр — селище Молодіжний.
Населення сільського поселення становить 763 особи (2019; 809 у 2010, 989 у 2002).

## Склад
До складу сільського поселення входять:
| Населений пункт      | Населення, осіб (2002) | Населення, осіб (2010) |
| -------------------- | ---------------------- | ---------------------- |
| Ванжількинак, селище | 4                      | -                      |
| Молодіжний, селище   | 634                    | 536                    |
| Напас, село          | 351                    | 273                    |